# Hoge Atlas
De Hoge Atlas is een gebergte in Marokko. De keten maakt deel uit van het Atlasgebergte en bevindt zich in het zuiden van het land.
Het hoogste punt van het gebergte is de 4165 meter hoge Toubkal, tevens de hoogste berg van Noord-Afrika. 
De Hoge Atlas, die het land vanaf de Atlantische kust in de richting van de Algerijnse grens doorsnijdt, vormt een belangrijke waterscheiding in Marokko.
Tot de hoogte van 2000 meter komen berberapen voor.

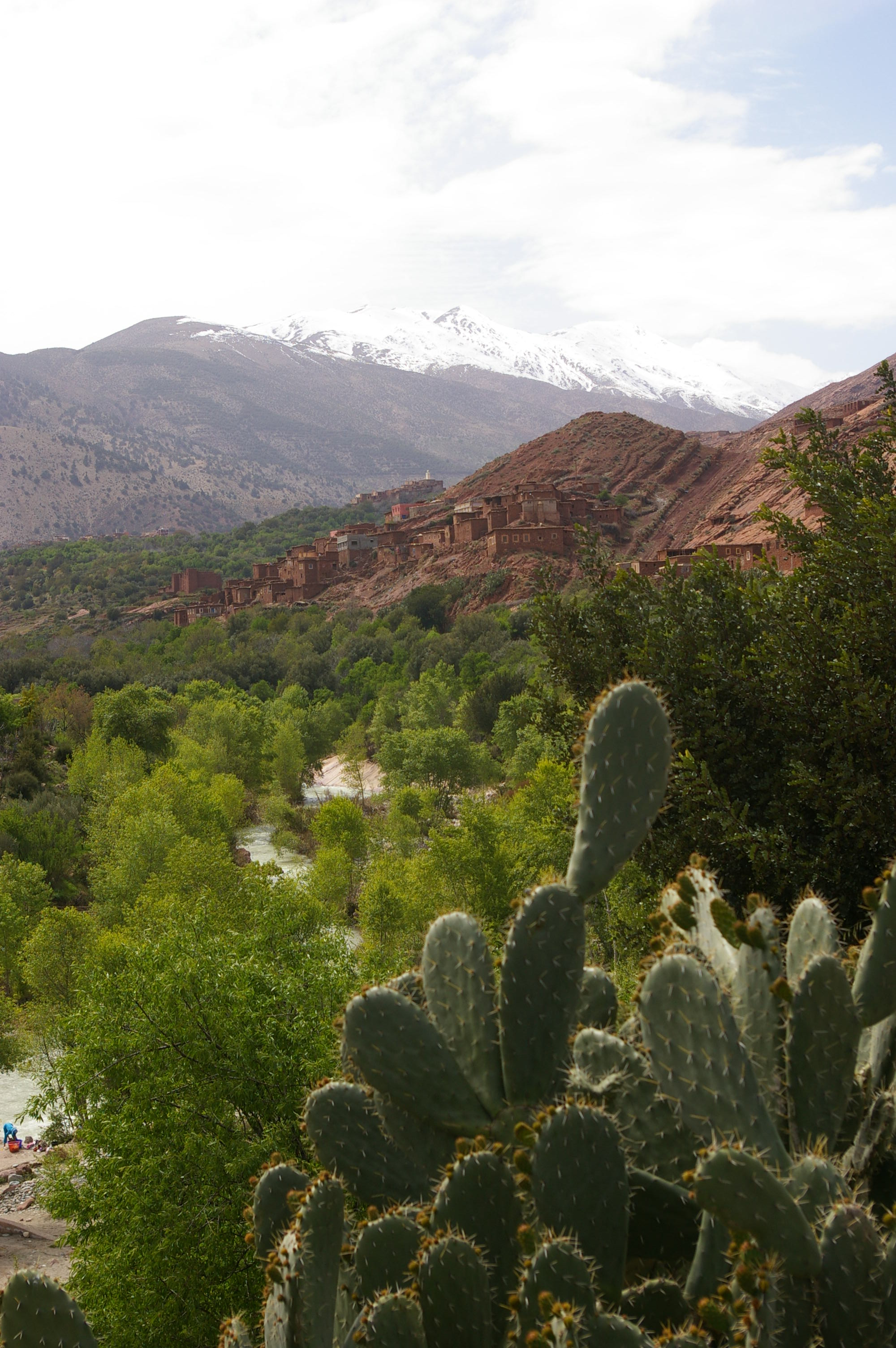
Dorp in de Hoge Atlas, tussen Marrakech en de Tizi n'Test pas